# Rooty Toot Toot
Rooty Toot Toot ist ein US-amerikanischer Zeichentrick-Kurzfilm von John Hubley aus dem Jahr 1951.

## Handlung
Die junge Frankie steht wegen Mordes an ihrem Freund Johnny vor Gericht. Zwei Zeugen sagen aus: Der Barmann gibt an, Johnny sei in seine Bar gekommen und im Hinterzimmer mit der Sängerin Nelly Bly verschwunden. Als Frankie in die Bar gekommen sei und dies erfahren habe, sei sie ins Hinterzimmer gegangen und ein Schuss sei gefallen. Nelly Bly sagt aus, sie habe mit Johnny lediglich am Klavier proben wollen, doch habe die eifersüchtige Frankie ihren Freund durch die Tür erschossen. Nelly habe die Tür geöffnet und davor Frankie mit einer Pistole in der Hand gesehen.
Der Verteidiger Frankies präsentiert die „wahre Geschichte“: Frankie sei ein unschuldiges Wesen, das am liebsten in ihrem Blumengarten sitze. Frankie habe eines Tages Blumen ihres Gartens gepflückt und mit ihnen um sie geworben, doch habe Frankie ihn abgewiesen. Plötzlich habe er wütend eine Pistole gezückt und auf sie geschossen. Die Schüsse seien so abgelenkt worden, dass sie ihn verfolgt hätten, woraufhin er seine Pistole fallen ließ und in die Bar flüchtete, wo die Schüsse ihn schließlich einholten und erschossen. Frankie, die ihm nur die Pistole habe nachtragen wollen, sei kurz nach dem Tod Johnnys in der Bar erschienen und habe die Pistole gebracht.
Als der Verteidiger angibt, dass er die liebe Frankie sogar heiraten würde, braucht die Jury keine Bedenkzeit mehr: Frankie wird freigesprochen. Der Verteidiger feiert seinen Sieg und tanzt unter anderem im Gerichtssaal mit Nelly Bly. Frankie wird wütend und erschießt ihren Verteidiger mit Beweisstück Nummer 1, der Pistole. Sie wird festgenommen und inhaftiert.

## Produktion
Rooty Toot Toot kam am 15. November 1951 als Teil der UPA-Trickfilmserie Jolly Frolics in die Kinos. Die Geschichte ist eine Verfilmung der Gangsterballade Frankie and Johnny, die auf wahre Begebenheiten zurückgeht und als amerikanisches Volkslied populär wurde. Verschiedene Figuren werden von Thurl Ravenscroft gesprochen.

## Auszeichnungen
Rooty Toot Toot wurde 1952 für einen Oscar in der Kategorie „Bester animierter Kurzfilm“ nominiert, konnte sich jedoch nicht gegen Der liebe Tom verliert den Kopf  durchsetzen.